# Eichmann-per
Az Eichmann-per bírósági eljárás volt 1961. április 11. és december 15. között Izraelben, Jeruzsálemben. A perben a közép-kelet-európai zsidóság második világháború alatti deportálásában és megsemmisítésében vezető szerepet játszó Adolf Eichmann SS-Obersturmbannführer ellen emeltek vádat emberiesség elleni bűntettért, a zsidóság deportálásában való vezető jellegű tevékenységért, valamint a deportáltak szisztematikus megsemmisítésének egyik értelmi szerzőjeként. A bíróság a vádpontok többségében bűnösnek találta a vádlottat, ezért kötél által végrehajtandó halálbüntetésre ítélte. Miután a kegyelmi kérvényt elutasították, Adolf Eichmannt 1962. május 31-én Ramlában felakasztották. Ezzel ő lett az egyetlen személy, akit Izraelben, az ország története során kivégeztek.

## Előzmények

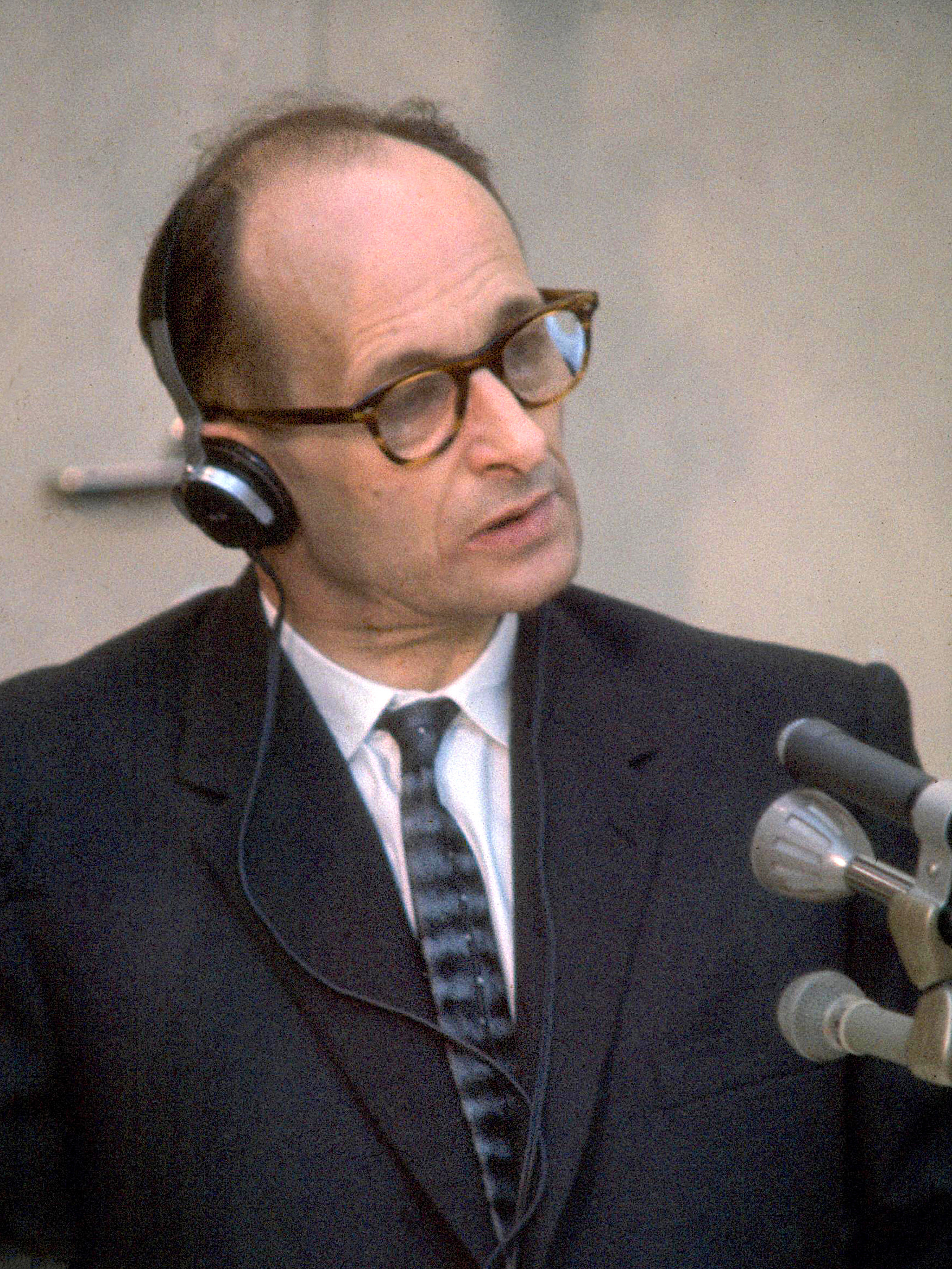
Eichmann a tárgyaláson

Adolf Eichmann 1932-ben lépett be a német NSDAP-be, 1935-ben a német biztonsági szolgálat, a Sicherheitsdienst (SD) munkatársa lett, ahol Heinrich Himmler javaslatára hamarosan „zsidóügyi szakértővé” nevezték ki, már 1938-tól ő szervezte a német, osztrák és cseh zsidók kényszer-kitelepítését. 1941-ben az ország legfőbb zsidóügyi szakértőjévé nevezték ki, ebben a tisztségében vett részt az 1942. január 20-i wannseei konferencián, mely a „végső megoldás” (Endlösung), az európai zsidóság tervszerű megsemmisítésének a nyitánya volt.
1942-től kezdve kiemelt szerepet játszott a koncentrációs- és megsemmisítő táborok létrehozásában, illetve a Wehrmacht által megszállt európai országokból (elsősorban Franciaországból, Dániából, Norvégiából és Görögországból) a helyi zsidóság deportálásában. 1944. március 19-ét, Magyarország német megszállását követően az ún. Eichmann-kommandó és személyesen Eichmann irányította a magyarországi vidéki zsidóság gettósítását és deportálását, a magyar hatóságok hatékony közreműködésével. A budapesti zsidóság tömeges deportálása elmaradt, miután Horthy kormányzó a deportálásokat közvetlenül a fővárosi zsidók elhurcolása előtt felfüggesztette.
A háború után Eichmann sikeresen elmenekült, amerikai fogságba esésekor Otto Eckmann álnevet használt, majd 1946 januárjától, a fogságból szökése után Otto Henninger néven a brit megszállási övezetben élt. 1950-ben Argentínában telepedett le, Ricardo Klement álnéven. A közép-kelet-európai zsidóság deportáltatásában közreműködő egykori „munkatársainak” többségét a '40-es években halálraítélték. 1948-ban Pozsonyban felakasztották Eichmann helyettesét, Dieter Wislicenyt, 1946-ban hasonló sorsra jutottak a magyarországi zsidóság deportálásában közreműködő Endre László és Baky László volt belügyi államtitkárok, valamint Ferenczy László csendőrezredes, aki 1944-ben Eichmann és a csendőr főparancsnokság közti összekötőként tevékenykedett. Bírósági tárgyalásuk idején mindannyian részletes beszámolót közöltek Eichmann tevékenységéről is, ezt később a jeruzsálemi perben is felhasználták (érdemes megjegyezni, hogy a háború után a magyar hatóságok is kezdeményezték Eichmann kiadatását Magyarország számára háborús bűnösként.).
1960-ban az izraeli titkosszolgálat (Moszad) két ügynöke Argentínában Eichmann nyomára akadt, majd – az argentin hatóságok tudta és beleegyezése nélkül – elrabolták és Jeruzsálembe szállították. Eichmann elrablása komoly diplomáciai válságot idézett elő a két ország között; Argentína kiutasította Izrael nagykövetét, majd az ország határozatban követelte az ENSZ BT-től a közel-keleti ország elítélését, az argentin szuverenitás megsértése miatt.

## A per

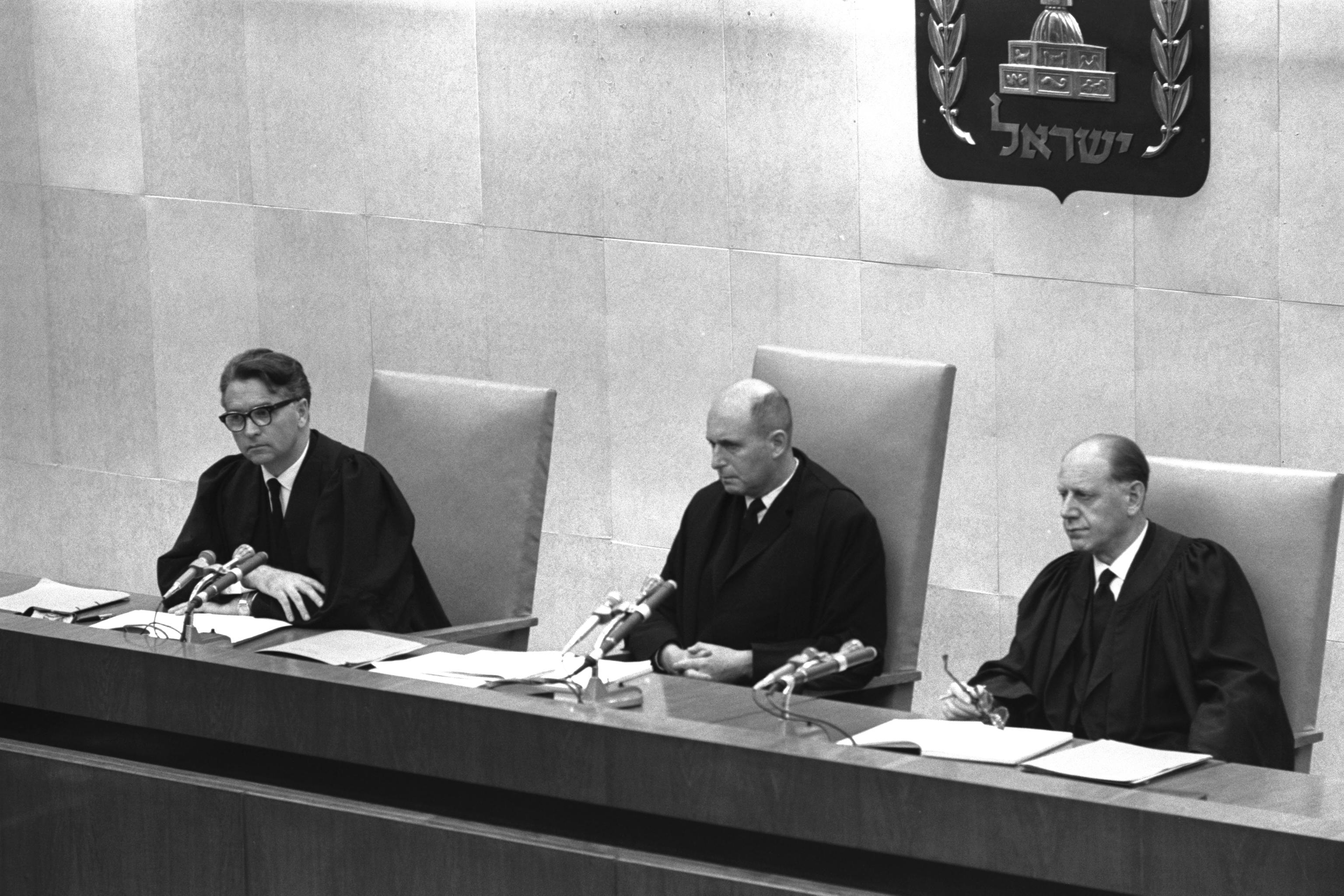
A bíróság

Eichmann ellen a perben 15 vádpontot fogalmaztak meg, ebből 10 vádpont az emberiesség elleni bűnöket és kiemelten a zsidó nép ellen végrehajtott bűntetteket tartalmazott, öt vádpontban Eichmannt háborús bűnökért vonták felelősségre. A vádpontok felolvasása 1 óra 15 percet vett igénybe (héberül és németül is elhangzott).
A vádlottat a tárgyaláson speciális golyóálló üveg mögé ültették, a biztonsági őröket aszerint választották ki, hogy ne legyen olyan családtagjuk, aki a holokauszt áldozata lett, így próbálták meg elejét venni, hogy Eichmannt a tárgyalás során meggyilkolják. A vádlott védelmét  (Eichmann kérésére) Robert Servatius németországi ügyvéd látta el, aki már a nürnbergi perben is védőként tevékenykedett. Servatius a védelem során mindenekelőtt vitatta a tárgyalás jogszerűségét, azzal indokolva, hogy a vádak elkövetésének időpontjában Izrael még nem is létezett, így Eichmann izraeli felelősségre vonása nem jogszerű. Másrészt azzal érvelt, hogy Eichmann nem bűnös, mert csak végrehajtotta a feletteseitől kapott parancsokat. Kihallgatása során Eichmann is mindvégig ezzel érvelt, felelősségét csak a zsidók deportálásának megszervezésében ismerte el.
Az Eichmann felett ítélkező bíróság elnöke Moshe Landau volt, rajta kívül bírák voltak Benjámín Halevi és Jichák Ráveh. A vádat Gideon Hausner ügyész képviselte. A tárgyalás a nyilvánosság előtt folyt, a tárgyalóteremben 750 széket helyeztek el a hallgatóság számára, emellett az újságírók és a televíziós csatornák számára is lehetővé tették a tárgyalás közvetítését.
A tárgyalás alatt a vád képviselői hozzávetőlegesen 1600 dokumentumot használtak fel, a vádlott bűnösségének alátámasztására, köztük az 1947-ben kivégzett Rudolf Höß, auschwitzi lágerparancsnok naplóját, melyben az Eichmannt a koncentrációs tábor szállítási, nyilvántartási és parancsnoki hatóságának nevezte. Szintén felhasználták – az 1946-ban kivégzett – Endre László, Baky László és Ferenczy László népbírósági vallomásait, valamint Dieter Wisliceny Pozsonyban tett vallomását is.
A tárgyalás során több holokauszttúlélő is tanúskodott Eichmann ellen, de ügyében több egykori munkatársát és beosztottját is kihallgatták. Eichmann ügyében vallomást tett Erich von dem Bach-Zelewski, Richard Baer, Kurt Becher, Theodor Horst-Grell, Wilhelm Höttl, Walter Huppenkothen, Hans Jüttner, Herbert Kappler, Hermann Krumey, Max Merten, Franz Novak, Franz Alfred Six, Alfred Slawik, Eberhard von Thadden, Edmund Veesenmayer és Otto Winkelmann. A kihallgatottak többsége nem volt hajlandó Jeruzsálembe utazni, így vallomásukat Németországban rögzítették.
A bíróság Eichmannt elsőfokú ítéletében nem találta bűnösnek zsidók saját kezűleg való meggyilkolásában, illetve a Kelet-Európában tevékenykedő Einsatzgruppék tevékenységének irányításában. A többi vádpontban azonban bűnösnek találták, nem fogadva el a vádlott és védője azon védekezését, miszerint „felsőbb parancsra cselekedett”, és kötél által végrehajtandó halálbüntetésre ítélték. A fellebbezést követően a bíróság ezt 1961. december 15-én másodfokon is megerősítette.
Eichmann először elmebajra hivatkozott, ezzel kapcsolatban egy magyar pszichiáter, Kulcsár István vizsgálta, aki megállapította, hogy Eichmann a tettei elkövetésének idején beszámítható állapotban volt.
Miután Eichmann kegyelemért folyamodott, a kegyelmi kérvény elbírálása egy 13 főből álló minisztertanács elé került, mely 1962. március 22. és 29. közt tárgyalta az ügyet. Habár kezdetben vita alakult ki a tanács tagjai közt a büntetés végrehajtását illetően, végül a tanács egyöntetűen a kegyelmi kérvény elutasítása mellett döntött. Eichmann ezt követően Jichák Ben Cví izraeli elnökhöz fordult kegyelemért, de az elnök május 29-én a kérvényt elutasította. Az ítéletet május 31-én, este 11 körül hajtották végre a ramlai börtönben. Utolsó szavaiban Eichmann Németországot, Ausztriát és Argentínát éltette, azt a három országot, mellyel a „legszorosabb kapcsolatba került és amelyet soha nem felejtett el”.
Adolf Eichmann volt az egyetlen személy, akit Izraelben kivégeztek (izraeli bíróság hozott halálos ítéletet 1986-ban John Demjanjuk ukrán náci kollaboráns ellen is, de ezt nem hajtották végre), annak ellenére, hogy az érvényes izraeli jogszabályok szerint, különleges esetekben napjainkig is kiszabható halálbüntetés. Eichmann holttestét elhamvasztották és a Földközi-tengerbe szórták, hogy sírja ne válhasson neonáci zarándokhellyé.

## A per utóélete
A pert Hannah Arendt politológus és újságíró örökítette meg 1963-ban, angol nyelven megjelent könyvében, mely az Eichmann Jeruzsálemben (Eichmann in Jerusalem) címet kapta.
2011-ben Izrael nyilvánosságra hozta az Eichmann-per szigorúan titkos dokumentumait.